# Pikolín
Pikolin es un fabricante español de colchones, somieres y productos de descanso que tiene la sede central ubicada en Zaragoza.

## Grupo Pikolin
En 1948 Alfonso Soláns Serrano junto a 5 colaboradores fundó una empresa dedicada a la fabricación de camas de latón y somieres metálicos.
En 1959 la empresa creció y registró la marca Pikolin.
Pikolin forma parte de Grupo Pikolin, con una facturación superior a los 430 millones de euros en 2016. Es el segundo grupo europeo del sector del descanso. Es líder en España, Francia y Portugal. Lo forman trece marcas comerciales.
En marzo de 2014 José Antonio González fue nombrado consejero delegado de Pikolin. Fue el primer ejecutivo ajeno a la familia propietaria de Pikolin.

## Fábricas
En 1948, Alfonso Solans Serrano instaló una fábrica en la calle Santiago Lapuente, en el barrio Arrabal de Zaragoza. En 1954 se trasladó a la antigua calle Puente del Pilar, que ahora se llama Alfonso Solans Serrano.
Posteriormente se mudó a la carretera de Logroño en Zaragoza, España.
La fábrica de Pikolin en la carretera de Logroño (Zaragoza) tenía una superficie de más de 180 000 m². En su recinto se encuentra una torre singular que ha sido el símbolo de la marca durante años.
En 1970 inauguró una fábrica en Madrid.
En 2011 entraron en funcionamiento las instalaciones logísticas de Pikolin en Zaragoza ocupando una superficie de 32 000 m² en PLAZA. Pikolin implantó un novedoso sistema de carga y descarga automática de colchones en contenedores que posteriormente son colocados en un almacén de estanterías fijas. El diseño y fabricación de los 6000 contenedores fue realizado por el Grupo Tatoma.
En febrero de 2016 se realizó una inversión de más de 50 millones de euros para la construcción de la nueva fábrica en unos terrenos propiedad de la empresa.
La fábrica ocupa 225 000 m², de los que 85 000 los ocupa la nueva planta, 10 000 las nuevas oficinas y 35 000 el almacén logístico.
Dispone de óptimas condiciones logísticas por su fácil acceso al ferrocarril y a la red de autopistas.
El 18 de mayo de 2018 fue inaugurada oficialmente por el rey Felipe VI. Asistieron el presidente del Gobierno de Aragón, Javier Lambán, el ministro de Interior Juan Ignacio Zoido, el delegado del Gobierno, Gustavo Alcalde, el alcalde de Zaragoza, Pedro Santisteve, el Justicia de Aragón, Ángel Dolado y numerosas personalidades locales y regionales.
En 2016 el grupo empleaba en España a 790 personas, 626 de ellas en Zaragoza.
En 2018 el Grupo Pikolin contaba con 10 plantas de producción, 3 en España, 5 en Francia y 2 en el sudeste asiático (China y Vietnam) en las que trabajan más de 2100 personas.

## Mercado nacional e internacional
Desde sus inicios tiene un carácter internacional. En 1988 el Grupo Pikolin se introdujo en el mercado portugués. En 2002 se lanzó en Francia. En el 2012 en Italia y Malasia. El proceso de expansión fue la apuesta del grupo por el crecimiento ganando nuevos mercados.
En julio de 2009 el Grupo Pikolin, propietaria del 50% de la firma francesa COFEL, cerró la compra del restante 50% de la compañía al fabricante belga de poliuretano Recticel. COFEL fabrica y comercializa algunas de las marcas con mayor notoriedad en el mercado francés como Bultex, Epeda, Merinos, Lattoflex y Swissflex.
En 2011 Grupo Pikolin cerró la compra de la empresa filial colchonera Dunlopillo Holdings Sdn. Bhd., perteneciente al grupo malayo Sime Darby. Dunlopillo Holdings Sdn. Bhd. alcanzó una facturación en 2010 de más de 25 millones de euros. Contaba con 307 empleados y disponía de marcas como Dunlopillo, Orthorest, Lady América y King Koil. Tenía dos fábricas en China y Vietnam y una red de distribución comercial propia en China, Hong Kong, Malasia, Vietnam, Singapur y los Emiratos Árabes.
En 2012 fundó una joint venture con BIT, el líder italiano de las camas.
En octubre de 2012 compró Industrias Hidráulicas Pardo, el líder español de camas articuladas para geriátricos y hospitales.
En febrero de 2016 adquirió el 100% de la cadena brasileña Sleep House.
Actualmente el Grupo Pikolin tiene presencia permanente de sus marcas en más de 10 países y acuerdos comerciales de distribución en todo el mundo.

## Productos
Grupo Pikolin diseña y fabrica soluciones en todas las familias de productos relacionados con el descanso: colchones, bases tapizadas, bases de madera, somieres fijos, somieres articulados, almohadas y complementos para el descanso entre otros.
Sus innovaciones le permiten producir colchones de todo tipo de tecnologías: hilo continuo Normablock®, Multiactif®, ensacados MultiAir®, CrossSystem®, Látex Talalay®, Bultex®, materiales viscoelásticos y gel, entre otros. Dispone de tecnología para añadir en las capas de confort más de treinta tipos de componentes que permiten personalizar sus productos.
Creó el Fibermaster, un somier con láminas de fibras de vidrio y carbono, del que obtuvo la patente internacional para su desarrollo exclusivo.
Dentro del Grupo Pikolin la marca Pardo está orientada hacia el equipamiento hotelero y sociosanitario.

## Certificaciones de calidad
Pikolin fue la primera empresa del sector de artículos de descanso en conseguir la certificación ISO 9002, de su sistema de Calidad, concedido por AENOR el 26 de enero de 1996. Con la actualización de la norma a su versión ISO 9001:2000, Pikolin actualizó y mejoró todo su sistema de calidad en junio de 2003. Implantó un sistema de gestión ambiental acorde a ISO 14001 que posteriormente fue certificada por AENOR.

## Facturación
La facturación fue de 93 millones de euros en 1995, 180 millones en 2002, 210 millones en 2003, 300 millones en 2006, 310 millones en 2007, 350 millones en 2008, 244 millones en 2009. 318 millones en 2011, 380 millones en 2012, 350 millones en 2013, 352 millones del 2014, 392 millones en 2015 y 430 millones en 2016.

## Torre Pikolin

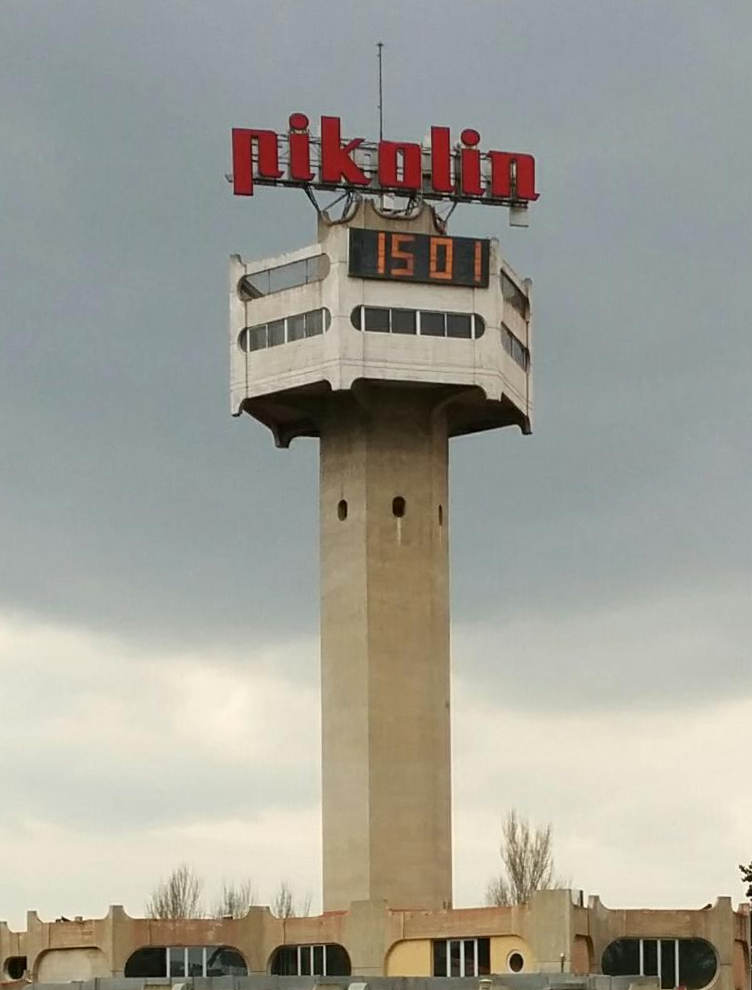
Torre Pikolin en la fábrica de Zaragoza.

Es uno de los edificios más simbólicos de la ciudad de Zaragoza.
Con su característica planta hexagonal, mide 35 metros de altura.  A 28 metros de su base se abre un voladizo con un vuelo máximo de 3,50 metros que está apoyado en seis vigas, también de 3,50.  El mirador en la parte superior cuenta con una superficie útil de 77 m². Para su construcción se precisaron 250 m³ de hormigón y 27 500 kilos de hierro.
El 21 de junio de 2016 un jurado dio a conocer la escultura que recrea la emblemática Torre de Pikolin en las nuevas instalaciones de Plaza. La obra escogida es del artista aragonés Santiago Gimeno Llop.